# Iwan Michailowitsch Wassiljew
Iwan Michailowitsch Wassiljew (russisch Иван Михайлович Васильев; * 7. September 1984 in Kostroma) ist ein ehemaliger russischer Triathlet und Triathlon-Europameister auf der Kurzdistanz (2013).

## Werdegang
2005 wurde er Dritter bei der Triathlon-Europameisterschaft in der Altersklasse U23.
Wassiljew startet seit 2009 in der 1. Bundesliga für das EJOT Team TV Buschhütten.

### Olympische Sommerspiele 2012
Im April 2012 wurde er Dritter bei der Europameisterschaft auf der olympischen Kurzdistanz und bei den Olympischen Sommerspielen belegte er 2012 den 13. Rang.
Im Juni 2013 wurde Wassiljew in der Türkei Europameister auf der Triathlon-Kurzdistanz.
Im Rahmen der Weltmeisterschaftsserie 2016 belegte er den 170. Rang. Seit 2016 tritt er nicht mehr international in Erscheinung.

### Persönliches
Iwan Wassiljew lebt in Moskau. Auch sein jüngerer Bruder Denis Wassiljew ist als Triathlet aktiv.

## Sportliche Erfolge
| Datum/Jahr    | Rang | Wettbewerb                                  | Austragungsort | Zeit     | Bemerkung |
| ------------- | ---- | ------------------------------------------- | -------------- | -------- | --- |
| 28. Mai 2016  | 42   | ETU Triathlon European Championships        | Lissabon       | 01:55:41 | |
| 26. Sep. 2015 | 9    | ETU Triathlon European Cup Final            | Sotschi        | 01:49:23 | |
| 22. Aug. 2015 | 16   | ITU World Championship Series 2015          | Stockholm      | 01:51:31 | |
| 22. Juni 2013 | 3    | Alpen-Triathlon                             | Schliersee     |          | |
| 15. Juni 2013 | 1    | ETU Triathlon European Championships        | Alanya         | 01:42:09 | Triathlon-Europameister auf der olympischen Kurzdistanz                                                                     |
| 7. Aug. 2012  | 13   | Olympische Sommerspiele 2012                | London         | 01:48:43 | |
| 6. Mai 2012   | 2    | Siegerland-Cup                              | Buschhütten    |          | |
| 21. Apr. 2012 | 3    | ETU Triathlon European Championships        | Eilat          | 01:56:42 | Europameisterschaft auf der olympischen Kurzdistanz                                                                         |
| 13. Juni 2010 | 2    | RUS Triathlon National Championships        | Pensa          |          | Vizestaatsmeister Triathlon                                                                                                 |
| 20. Juni 2009 | 1    | Alpen-Triathlon                             | Schliersee     |          | |
| 31. Aug. 2007 | 3    | ITU Triathlon World Championships           | Hamburg        | 01:49:40 | Triathlon-Weltmeisterschaft auf der olympischen Distanz in der Klasse U23 (1,5 km Schwimmen, 40 km Radfahren, 10 km Laufen) |
| 17. Juli 2005 | 3    | ETU Triathlon European Championship U23 Men | Sofia          | 01:54:27 | bei der U23-Triathlon-Europameisterschaft hinter dem Schweizer Sieger Ruedi Wild                                            |
| 9. Nov. 2003  | 2    | ITU Triathlon World Cup                     | Rio de Janeiro | 01:47:17 | Zweiter hinter dem Ukrainer Wolodymyr Polikarpenko                                                                          |

(DNF – Did Not Finish)